# FamilyMart Sweets Party
FamilyMart Sweets Party（ファミリーマート スイーツ パーティー）はTOKYO FMをはじめとするJFN系列局でに放送しているミニ番組。
ファミリーマートのデザートブランド『Sweets+』の一社提供番組。

## 概要
- 番組のコンセプトは週末の午後をちょっと贅沢に過ごしたくなるような話題を伝える点にある。毎週、一曲を選曲して（主にJ-POPの楽曲）、ハロウィンやクリスマスなどの話題も伝えている。
- 番組の最後には「Sweets+」の新商品情報を伝えている（時々、試食も交えたトークもある）。また、ファミリーマートの店内ではこの番組のCMが放送されている。
- 番組開始後、2008年7月よりほぼ毎月1回のペースで番組主催の「手作りスイーツ教室」が全国各地で開催されている。パーソナリティの近藤も参加するが、事前の申し込みが必要。ただし、申し込みおよび参加できるのは女性限定となる。

## 放送時間
- FM三重およびKiss-FM KOBEを除くJFN36局 - 土曜日10:25～10:30

なお、この番組が放送されないFM三重およびKiss-FM KOBEでは次の番組が放送されている（いずれも自社制作番組。2010年4月現在）。
- FM三重
  - 10:00～10:30 - Sound Stroll（イオンモール鈴鹿ベルシティ提供番組）
- Kiss-FM KOBE
  - 10:20～10:40 - La Zone

## スペシャル
- 2008年12月7日にリマプル南青山ラプラース店（東京都港区南青山）で女性限定の招待制公開録音が行われ、その模様が後日特別番組として放送された。

- 出演者 - 近藤しづか、トムセン陽子、北陽、Skoop On Somebody

- 放送時間 - 2008年12月14日19:00～19:55（TOKYO FMのみ）
  - FM三重およびKiss-FM KOBEを除く各放送局では12月14日から12月16日の間にかけて30分あるいは25分（放送局によって異なる）の特別番組として放送。